# ジャック・ロビンソン (1993年生のサッカー選手)
ジャック・ロビンソン（Jack Robinson 、1993年9月1日 - ）は、イングランド・ウォリントン出身のプロサッカー選手。シェフィールド・ユナイテッド所属。ポジションはDF。

## 経歴

### クラブ
リヴァプールFCのアカデミーで育成され、2010年5月のハル・シティAFC戦でトップチームデビューを果たした。この時わずか16歳250日で、2012年にジェローム・シンクレアに破られるまでクラブの最年出場少記録だった。
その後は出場機会の確保に苦しみ、在籍6シーズンで公式戦出場は6試合に留まった。2度のレンタル移籍を経て2014年8月にクイーンズ・パーク・レンジャーズFCに完全移籍した。
2018年6月30日、ノッティンガム・フォレストFCに2年契約で移籍した。
2020年1月21日、シェフィールド・ユナイテッドFCと2年半契約を締結した。

### 代表歴
ユース年代のイングランド代表歴がある。